# Partito Radicale (Francia)
Il Partito Radicale (in francese Parti radical, PR), detto anche valoisien (dal nome della piazza in cui ha sede, place de Valois), è un partito politico francese, costituitosi nella sua forma attuale nel 1971 ed erede ufficiale del Partito Repubblicano, Radicale e Radical-Socialista fondato nel 1901.
Dopo la separazione dal Partito Radicale di Sinistra, si è collocato nel centrodestra dello schieramento politico francese.
Nel 2017 è confluito nel Movimento Radicale, ricostituendosi nel 2021.

## Storia

### Origini
Nel 1969 Jean-Jacques Servan-Schreiber divenne il leader del Partito Repubblicano, Radicale e Radical-Socialista e, da ammiratore del modello degli Stati Uniti d'America e benché fosse uomo di sinistra, iniziò il passaggio del partito verso il centrodestra. Tuttavia al congresso di Suresnes (15-17 ottobre 1971) due logiche si affrontarono: quella di Servan Schreiber, favorevole a una strategia di alleanza per un centrismo riformatore (431 voti), e quella di Maurice Faure, favorevole a una unione a sinistra (237 voti). La minoranza si scisse, creando il Movimento dei radicali di sinistra, oggi Partito Radicale di Sinistra, che sostenne François Mitterrand alla elezione presidenziale del 1974.
Dal punto di vista legale, la maggioranza mantenne la continuità giuridica con il Partito Repubblicano, Radicale e Radical-Socialista, ma a partire da questa data viene conosciuto, per evitare confusioni, come Partito radicale "Valoisien", dal nome della piazza (place de Valois) dove si trova la sede nazionale.
I due partiti mantengono peraltro l'unità dal punto di vista parlamentare, continuando a formare insieme, al Senato, il gruppo parlamentare Raggruppamento Democratico e Sociale Europeo, noto in precedenza come Sinistra Democratica.
Nel 1973 il Partito radicale si alleò ai centristi provenienti dal MRP di Jean Lecanuet, dando vita al Movimento Riformatore. Contrari a un'alleanza elettorale con i comunisti, ma allo stesso tempo sempre anti-gollisti, i radicali appoggiarono le principali riforme sociali della presidenza di Valéry Giscard d'Estaing (autorizzazione della pillola contraccettiva, riconoscimento dei diritti delle donne) e chiesero una nuova organizzazione del territorio, aumentando i poteri delle autorità locali.
Questo nuovo corso impresso da Servan-Schreiber grazie alla sua vittoria a sorpresa nel 1970 contro un deputato gollista, finì però con un fallimento, subendo sconfitte elettorali a ripetizione, fino a scendere sotto il 2% alle elezioni europee del 1979.

### L'integrazione con l'UDF
Il partito deve il mantenimento della sua influenza politica alla sua partecipazione al processo di costituzione del Unione per la Democrazia Francese (UDF), iniziato da Valéry Giscard d'Estaing nel 1978. Il PR divenne uno dei sei componenti insieme al centrista Centro dei Democratici Sociali, al liberale Partito Repubblicano, alla Federazione Nazionale dei Circoli Prospettive e Realtà, ai socialdemocratici del Movimento Democratico Socialista e ai cosiddetti "Aderenti Diretti", cioè coloro i quali non fossero iscritti a nessuno dei partiti componenti.
Attraverso l'UDF, il Partito radicale partecipò a tutti i governi di maggioranza formati in coalizione con i gollisti del Raggruppamento per la Repubblica (RPR).

### L'associazione con l'UMP

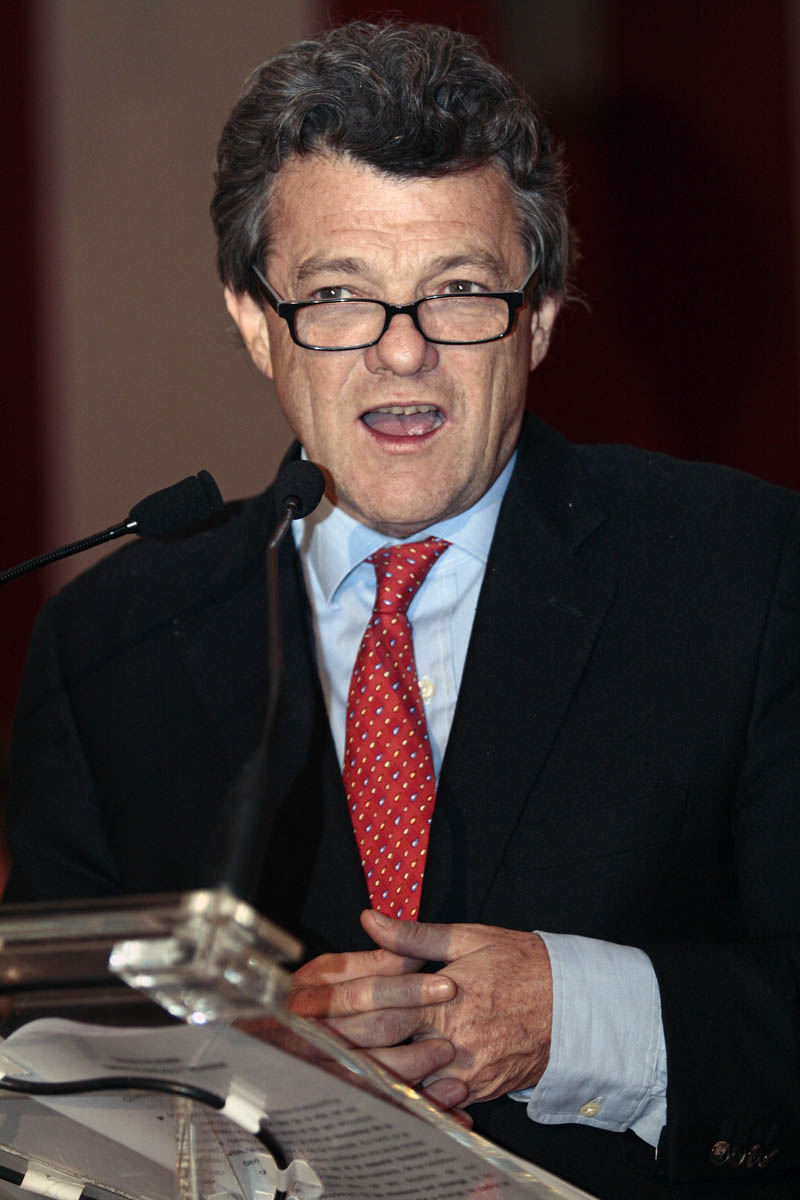
Jean-Louis Borloo.

In vista delle elezioni presidenziali del 2002, il Partito Radicale decide di lasciare l'UDF per partecipare alla coalizione di centrodestra lanciata dall'RPR a sostegno della rielezione di Jacques Chirac, l'Unione per la maggioranza presidenziale. Dopo le elezioni, quando la coalizione si trasforma in un partito, denominato Unione per un Movimento Popolare (UMP), il Partito radicale decide di diventarne partito associato.
L'associazione prosegue anche nella legislatura seguente, a sostegno di Nicolas Sarkozy, fino al 2011, quando il Partito Radicale decide di partecipare alla fondazione dell'Alleanza Repubblicana, Ecologista e Sociale, una federazione di partiti centristi che comunque alle elezioni del 2012 rinnova il proprio sostegno a Sarkozy; alle successive elezioni legislative del 2012 il Partito Radicale ottiene l'1,2% e 6 deputati (Franck Reynier, Bertrand Pancher, Jean-Louis Borloo, Yves Jego, Arnaud Richard e Michel Zumkeller), formando in Parlamento il gruppo centrista dell'Unione dei Democratici e Indipendenti (UDI), divenuta poi ufficialmente una federazione di partiti. Il leader del PR Jean-Louis Borloo è stato nominato segretario dell'UDI.
Alle elezioni legislative del 2017 il partito ottiene 4 seggi all'Assemblea nazionale (Bertrand Pancher, Philippe Huppé, Yves Jégo e Michel Zumkeller). Nel dicembre 2017 la formazione si fonde col Partito Radicale di Sinistra per formare il Movimento Radicale (Social Liberale).

## Presidenti
- 1971–1975: Jean-Jacques Servan-Schreiber
- 1975–1977: Gabriel Péronnet
- 1977–1979: Jean-Jacques Servan-Schreiber
- 1979–1983: Didier Bariani
- 1983–1988: André Rossinot
- 1988–1993: Yves Galland
- 1993–1997: André Rossinot
- 1997–1999: Thierry Cornillet
- 1999–2003: François Loos
- 2003–2005: André Rossinot
- 2005–2007: Jean-Louis Borloo e André Rossinot
- 2007–2014: Jean-Louis Borloo
- Dal 2014: Laurent Hénart